# 潮汐激波
潮汐激波發生在星團或其它類型的天體經過大質量的星際雲時，造成引力攝動的時間尺度遠遠低於集團內的恆星繞行軌道的平均時間尺度。在這種事件中的潮汐力可以增加集團動力學的能量，造成熱增加的效應。這會導致集團的擴大和甩掉一些外層的恆星。
例如，當球狀星團穿過銀河系的平面或接近核心，發生潮汐激波。這些事件是球狀星團早期演化過程中的一個重要因素。這種工作擷取了星團的外圍部分，從而限制了潮汐激波對星團進一步的衝擊。來自球狀星團的星流是由潮汐激波的結果，可以形成所謂的潮汐尾。這些從星團擴展出去的星流，可以用來追蹤星團的軌道路徑。